# Малокызылбаево
Малокызылбаево (баш. Кесе Ҡыҙылбай) — деревня в Мечетлинском районе Республики Башкортостан Российской Федерации. Входит в состав Алегазовского сельсовета.

## География

### Географическое положение
Находится на левом берегу реки Ай.
Расстояние до:
- районного центра (Большеустьикинское): 14 км,
- центра сельсовета (Алегазово): 2 км,
- ближайшей ж/д станции (Красноуфимск): 120 км.

## Население
| 1939 | 1959 | 1970 | 1979 | 1989 | 2002 | 2009 |
| ---- | ---- | ---- | ---- | ---- | ---- | ---- |
| 355  | ↘218 | ↘182 | ↘112 | ↘73  | ↗80  | ↗83  |
| 2010 |      |      |      |      |      |      |
| ↘75  |      |      |      |      |      |      |

Национальный состав
Согласно переписи 2002 года, преобладающие национальности — татары (46 %), башкиры (45 %).